# Swandiadeemhoningeter
De Swandiadeemhoningeter (Melithreptus chloropsis) is een zangvogel uit de familie Meliphagidae (honingeters). 'Swan' refereert aan de Swan rivier die in West-Australië loopt.

## Verspreiding en leefgebied
Deze soort is endemisch in zuidwestelijk Australië.

## Status
De grootte van de populatie is niet gekwantificeerd maar de soort wordt omschreven als algemeen. Op de Rode lijst van de IUCN heeft deze soort de status niet bedreigd.